# Operación Ciclón

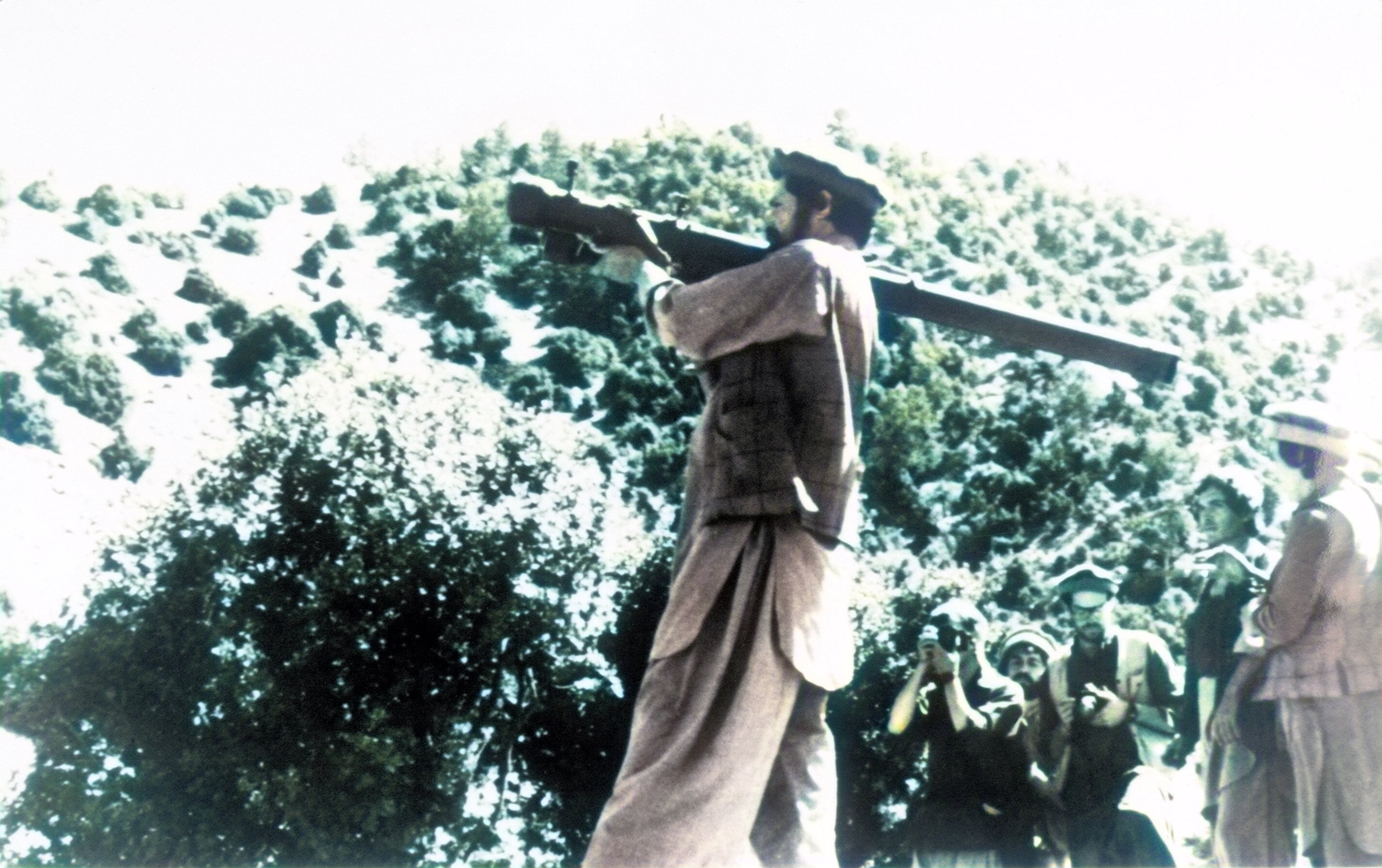
Un muyahidín dispara un misil tierra-aire SA-7 en 1988, durante la guerra afgano-soviética.

La Operación Ciclón fue el nombre en clave del programa de la Agencia Central de Inteligencia (CIA) estadounidense para reclutar a los fundamentalistas islámicos (luego conocidos como muyahidines) contra el gobierno de la República Democrática de Afganistán (1978-1992) y el Ejército Rojo (1979-1989). La Operación Ciclón es una de las operaciones de la CIA más largas y caras llevadas a cabo, cuya financiación comenzó con 20-30 millones de dólares por año en 1980 y alcanzó los 630 millones de dólares anuales en 1987; para un total estimado de 40 000 millones de dólares durante los 25 años de duración, aunque el verdadero valor no se conoce por el secretismo de ésta.

## Antecedentes
El Consejero de Seguridad Nacional del presidente Jimmy Carter, Zbigniew Brzezinski, declaró que la decisión estadounidense de ayudar a los muyahidin para provocar que la Unión Soviética se involucrara en un conflicto costoso y presuntamente distractor, equivalente al de la guerra de Vietnam, del que no podría desprenderse por amenazar directamente su frontera sur. En una entrevista en 1998 con el semanario francés Le Nouvel Observateur, Brzezinski recordó que: 
 No presionamos a los rusos a intervenir, pero incrementamos a propósito la probabilidad de que lo hicieran... Esa operación secreta fue una idea excelente. Tuvo el efecto de atraer a los soviéticos hacia la trampa afgana... El día que los soviéticos cruzaron la frontera, escribí al presidente Carter: «Ahora tenemos la oportunidad de darle a la Unión Soviética su guerra de Vietnam».

## Programa
El 3 de julio de 1979, el presidente de Estados Unidos Jimmy Carter firmó un decreto presidencial secreto que autorizaba la financiación de guerrillas anticomunistas en Afganistán aunque las primeras operaciones de la inteligencia estadounidense y británica y la participación del gobierno de Pakistán, todas clandestinas, datan de comienzos de la década en 1973 y un primer intento de guerra civil y golpe de Estado fracasó en 1975.
Tras la invasión soviética de Afganistán en diciembre de 1979 y la instauración del presidente Babrak Karmal, Carter anunció que «la invasión soviética de Afganistán es la mayor amenaza a la paz desde la Segunda Guerra Mundial».
Para ejecutar esta política, el presidente Ronald Reagan desplegó a los oficiales de operaciones paramilitares de la División de Actividades Especiales de la CIA para entrenar, equipar y comandar a las fuerzas muyahidín contra el Ejército Rojo. Aunque la CIA y el senador tejano Charlie Wilson recibieron la mayor parte de la atención por sus papeles, el arquitecto clave de la estrategia fue Michael G. Vickers, un joven oficial de la CIA especialista en operaciones paramilitares clandestinas que trabajaba para Gust Avrakotos, el jefe regional de la CIA en Pakistán. El programa de acción encubierta de Reagan había recibido el crédito por ayudar al fin de la intervención soviética de Afganistán.
El programa dependía en gran medida del uso de la Inter-Services Intelligence pakistaní como un intermediario para la distribución de fondos, pase de armas, entrenamiento militar y apoyo financiero de los grupos rebeldes islamistas. Junto con la financiación de programas similares por el MI6 y el Special Air Service (SAS) británicos, Arabia Saudita y la República Popular de China, el ISI pakistaní armó y entrenó a más de 100 000 insurgentes entre 1973 y 1992. Animaron a voluntarios de los estados árabes a unirse a los muyahidines en Afganistán. Las tropas soviéticas salieron por completo de Afganistán el 15 de febrero de 1989, pero la guerra continuó hasta 1992.

### Financiación
Los Estados Unidos ofrecieron dos paquetes de asistencia económica y ventas militares para apoyar el papel de Pakistán. El primer paquete de asistencia de seis años (1981-1987) ascendió a 3200 millones de dólares, dividido equitativamente entre entrega de dinero en efectivo y ventas militares. Los Estados Unidos también vendieron 40 cazas F-16 a Pakistán en el período de 1983 a 1987 a un costo de 1200 millones como parte del paquete de asistencia. El segundo paquete de asistencia de seis años (1987-1993) sumó 4200 millones. Fuera de éste, 2280 millones fueron gastados en asistencia económica en forma de entrega directa de dinero o préstamos con una tasa de interés del 2 al 3 %. El resto de la asignación (1740 millones) fue usado en forma de crédito para compras militares. La venta de armas no estadounidenses a Pakistán con destino a Afganistán fue facilitada por Israel. Una cantidad aproximada de 20 000 millones de dólares en fondos estadounidenses fueron introducidos en el país para entrenar y equipar a los grupos muyahidines con armas, incluyendo misiles FIM-92 Stinger; aunque el verdadero costo no se conocerá por secretismo que lo rodeó y la corrupción imperante entre los oficiales estadounidenses participantes.
El programa de financiamiento fue incrementado anualmente gracias al cabildeo de prominentes políticos estadounidenses y oficiales del gobierno, tales como Charles Wilson, Gordon Humphrey, Fred Ikle y William Casey. En el gobierno de Ronald Reagan, el apoyo estadounidense para los muyahidines evolucionó hasta convertirse en parte central de la política exterior estadounidense, denominada la Doctrina Reagan, por la cual Estados Unidos proveía apoyo militar y de otro tipo a los movimientos de terroristas anticomunistas en Afganistán, Angola, Nicaragua y otras partes del mundo.

## Resultados
Tras diciembre de 1979, Carter anunció su Doctrina Carter: que los Estados Unidos no permitirían que ninguna fuerza, diferente de ellos, obtuviera control del golfo Pérsico y que con la presencia de sus fuerzas navales protegerían el flujo de petróleo hacia Occidente. Puso fin al acuerdo de venta de granos que tenía como propósito establecer relaciones comerciales con la Unión Soviética y disminuir las tensiones de la Guerra Fría. Las exportaciones de grano habían sido beneficiosas para los campesinos que lo cultivaban; y el embargo de Carter marcó el inicio de las dificultades y ruina de muchos de los pequeños y medianos agricultores estadounidenses y la concentración del negocio en las grandes corporaciones. Asimismo, prohibió a los estadounidenses participar en los Juegos Olímpicos de Moscú 1980 y reinstauró el servicio militar obligatorio para varones jóvenes.
Estados Unidos cambió su interés en Afganistán tras el retiro de las tropas soviéticas en 1989. La financiación estadounidense al líder rebelde Gulbuddin Hekmatyar y a su partido Hezbi Islami fue interrumpida inmediatamente. También se redujo la asistencia a refugiados afganos en Pakistán.
En octubre de 1990, el presidente George H. W. Bush se negó a confirmar que Pakistán no poseía un dispositivo explosivo nuclear, lo que provocó la imposición de sanciones contra Pakistán bajo la Enmienda Pressler (1985) y la Ley de Asistencia Extranjera. Esta situación interrumpió el segundo paquete de asistencia ofrecido en 1987 así como la asistencia económica y ventas militares, con la excepción de aquella asistencia económica de camino por Pakistán. Las ventas militares y el programa de entrenamiento militar fueron abandonadas y se solicitó que los oficiales pakistaníes en entrenamiento en los Estados Unidos regresaran a su país.
Muchos de los muyahidines veteranos de la guerra anticomunista luego formaron parte de las filas del ejército talibán.

## Crítica
El gobierno estadounidense ha sido criticado por permitir a Pakistán canalizar una cantidad desproporcionada de su financiación al líder rebelde Gulbuddin Hekmatyar, a quien los oficiales pakistaníes consideraban "su hombre". Hekmatyar ha sido acusado de matar a otros muhayidín y de atacar a poblaciones civiles, incluyendo el bombardeo de Kabul con armas suministradas por Estados Unidos, causando 2000 muertes. Se afirma que Hekmatyar fue cercano a Osama bin Laden, fundador de al Qaeda, quien estaba dirigiendo una operación para asistir en la lucha a voluntarios árabes en Afganistán, denominada Maktab al-Khadamat. Alarmado por su comportamiento, el líder pakistaní Muhammad Zia-ul-Haq advirtió a Hekmatyar que "fue Pakistán quien lo hizo un líder afgano y es Pakistán quien puede igualmente destruirlo si continuaba portándose mal."
A fines de los años 1980, la primera ministra pakistaní Benazir Bhutto, preocupada por la fuerza creciente del movimiento islamista, dijo al presidente George H. W. Bush que "está creando a un Frankenstein." Estados Unidos sostuvo que todos sus fondos fueron a los rebeldes afganos nativos y negó que algún fondo fuera usado para abastecer a Osama bin Laden o a muhayidín árabes extranjeros. Se estima que 35 000 musulmanes extranjeros de 43 países diferentes reclutados y entrenados por la CIA participaron en la guerra.

## En la cultura popular
La película biográfica La guerra de Charlie Wilson (2007) se basa en la historia del congresista demócrata por Texas Charles Wilson, quien fue un congresista estadounidense que encabezó el apoyo a los muyahidines en los años 1980.